# Битка код Сливнице
Битка код Сливнице је вођена између српске и бугарске војске за време Српско-бугарског рата (1885) у рејону града Сливнице и селу Алдомировци, висовима Три уши и Мека црева, у периоду од 17. до 19. новембра 1885. године.

## Битка
Српска војска је тактички лоше отпочела рат 2/14. новембра 1885. године. Током прва два дана је улазила у чарке са малим бугарским одељењима, трећег дана је одмарала и тако омогућила бугарској и румелијској војсци да пристигне на време.
Српска војска је напад на Сливницу планирала за 18. новембар, до када је Шумадијска и Моравска дивизија требало да пристигне и придружи се Дунавској и Дринској дивизији с Коњичком бригадом које су се већ налазиле код зацртаног места. План је био да Дунавска дивизија с коњицом удари на бугарско десно крило, а остале три дивизије на бугарско лево крило. Док су Срби планирали, Бугари су, међутим, отпочели борбу 17. новембра. Они су напали на лево крило Дунавске дивизије и на Коњичку бригаду, која је била уз њу. Да би олакшала положај свог левог крила, Дунавска дивизија уводила је батаљон за батаљоном у борбу. Бугарски напад није попуштао. Онда се ставила у покрет Дринска дивизија и ударила на центар сливничког положаја. Борба се водила све до мрака с великим потрошком пушчане и топовске муниције. Губици су били знатни и на српској и на бугарској страни. Код Срба је избачено из строја око 1200 људи; код Бугара око 600.
Шумадијска дивизија је 18. новембра стигла на Сливницу, али не и Моравска. Моравску дивизију задржала су два бугарска батаљона; она их је разбила, али због борбе с њима није стигла 18. на Сливницу. Бугарима су непрестано пристизала појачања. Због недоласка моравске дивизије, српски напад на Сливницу одложен је опет за 24 часа. У врховној команди и у Дунавској дивизији плашили су се да Бугари не заобиђу лево крило и не упуте се у Цариброд. Дунавска дивизија имала је да обезбеђује одступницу; један део своје снаге одвојила је на чување Драгоманског теснаца, и тиме свој положај према Сливници тако ослабила да су Бугари без муке заузели Мека Црева. Дринска дивизија сама је бранила положај; у тој одбрани изгубила је око сто људи, а цео један пук је остао без муниције. Српска артиљерија се поново показала слабија од бугарске. Краљ Милан 18. новембра није долазио на позиције. У Цариброду, где је боравила врховна команда, чуло се да су Бугари заобишли лево крило и да надиру ка Цариброду. Краљ Милан је стога одлучио селидбу врховне команде из Цариброда у Пирот. Заједно с краљем отишао је у Пирот и његов начелник штаба пуковник Јован Петровић. Дивизијари су остављени сами себи, свако је радио по својој памети, без обзира на друге.
Живојин Мишић који је учествовао у бици на Сливници описује битку,  спомињући како је његов батаљон напао бугарске ровове у долини Калотинске реке, испред бугарског редута и потиснуо Бугаре у редут. Мишић такође наводи у опису битке да су на простору између српских и бугарских ровова биле баре.
Дана 19. новембра, изјутра, српске и бугарске снаге биле су углавном једнаке. Све српске дивизије биле су на Сливници. Борбу су почели Бугари, који су већ у 7 сати напали Дунавску дивизију. Она се налазила на левом крилу и држала положај Три Уши. Око пола четири по подне, Бугари су завладали тим положајем и потиснули Дунавску дивизију на Драгомански теснац. За време њиховог напада на Три Уши, коњичка бригада је вршила рекогносцирање у позадини. Дринска дивизија пошла је у помоћ Дунавској, али доцкан, и слабом снагом. Ипак, захваљујући том њеном покрету, притисак бугарски на дунавску дивизију попустио је, и Дунавска, уместо да буде разбијена, повукла се у реду ка Драгоманском теснацу. Дринска дивизија, која је имала је да издржи снажан напада из бугарског центра, остала је у борби до самога мрака. Моравска, која је стигла на Сливницу око 10 изјутра, ступила је одмах у борбу. Докле су Бугари гледали да потисну српско лево крило, Моравска је гледала да разбије бугарско лево крило. Али Моравска дивизија, пошто је део своје снаге одвојила за обезбеђење позадине, имала је бројну јачину једнога пука а не једне дивизије. Њој је била потребна помоћ Шумадијске дивизије, која је била постављена између ње и Дринске. Шумадијска дивизија није јој притекла у помоћ на време ни с довољном снагом. Између Моравске и Шумадијске дивизије није било праве везе у раду. Због тога Моравска дивизија није разбила бугарско лево крило, него га је само мало потисла. Заузети и на десном крилу, где су били нападачи, и на левом крилу, где су били нападнути, Бугари су јако ослабили свој центар. Шумадијска дивизија хтела се користити тиме да пробије бугарски центар. Ни овде њена радња није била довољно брза и енергична, и зато је према бугарском центру постигнут само делимичан успех. Изузимајући Дунавску дивизију, која се стала повлачити око пола четири по подне, остале дивизије издржале су у борби све до мрака.
Битка од 19. новембра била је најкрвавија у целом рату. Српска страна имала је избачених из строја 2200 људи, бугарска 1800. Сав успех Бугара састојао се у томе што су потисли српско лево крило и заузели Три Уши; на свим другим тачкама Срби су или одржали или мало потисли Бугаре. Али, пошто се Дунавска дивизија била повукла на Драгомански теснац, ни остале дивизије могле остати на својем месту. Врховна команда наредила је још те вечери опште повлачење са Сливнице. Тродневна битка код Сливнице завршила се српским неуспехом.
Због ривалства две српске династије, Петровића и Обреновића, на Цетињу су наводно са одушевљењем дочекали вест о поразу Србије, што се испоставило као нетачно. Био је то део пропаганде.
Битка код Сливнице је екранизована у серији Последња аудијенција.

## Галерија
- Битка на Сливници
- Српски војник 1885
- Бугарски војници
- Бугарски војници битка на Сливници
- Српски војници битка на Сливници
- Српска официрска капа битка на Сливници